# 井辻朱美
井辻 朱美（いつじ あけみ、1955年12月12日 - ）は、日本の翻訳家、ファンタジー小説家、歌人。白百合女子大学文学部児童文化学科教授。

## 人物
東京大学理学部生物学科卒・同大学院人文系研究科比較文学比較文化専攻修了。
J・R・R・トールキンなどの正当ファンタジーの愛好家として出発し、英米のファンタジー小説を多く翻訳する。また自身も、ロード・ダンセイニなどの英米ファンタジーの世界観の影響を受けたファンタジー小説を多数著している。作風は軽やかで明るいものが多い。ファンタジー評論家の石堂藍は、言葉への深いこだわりを持ち、徹底して空想的な世界を描く作家と評し、山尾悠子と好一対のファンタジストと述べている。児童文学総合雑誌「ネバーランド」（てらいんく刊行）編集委員。日本ペンクラブ会員。
歌人としては短歌結社「詩歌」にて、前田夕暮の長男である前田透に師事した後、1984年より歌人集団「かばん」創刊メンバーとして所属。本人がFT短歌（ファンタジー短歌）と呼ぶ独特の世界観を持ったファンタジックな短歌を詠む。詩人・翻訳家の原葵は「壮大なスペース・ロマンが短歌の中で繰りひろげられている。どの歌もすべて物語の予感にみちている。」と評している。現在、同誌発行人。
オペラが趣味でドイツ語に長じ、NHK-BSで字幕を手がけた経験もある。
裏千家茶道準教授、藤間流の日舞名取でもある。
夫は哲学者の黒崎政男。

## 略歴
- 1955年、東京都新宿区に生まれる。大蔵省官僚・大林組副社長となる井辻憲一（1924-1997）の長女[5]。
- 1974年、東京教育大学附属高等学校卒業。高校在学中より「ユリイカ」に詩を投稿。『指輪物語』を原書で読み、ワーグナー理解のためドイツ語を学び、ヴァイオリンを弾く。東京大学理科二類入学、大学のオーケストラで黒崎政男と出会う。4年生の頃作歌を始める。
- 1978年、東京大学理学部生物学科人類学専攻卒業、同大学院人文系研究科比較文学比較文化専攻進学。前田透主宰「詩歌」に参加。作品「水の中のフリュート」で第21回短歌研究新人賞受賞。
- 1980年、「ファンタジーの構造をめぐって - C・S・ルイスとジョージ・マクドナルド」を論文として修士号取得。SF小説「ザ・テール・オブ・ザ・スターリット・シティ」で第3回新書館フォアレディース賞受賞（選者は寺山修司）。
- 1984年、前田透の死去により「詩歌」解散。中山明、林あまりらとともに歌人集団「かばん」創刊。
- 1986年、訳書『エルリック・サーガ』シリーズ（マイケル・ムアコック、ハヤカワ文庫）が第17回星雲賞（海外長篇翻訳部門）受賞。
- 1990年、「かばん」発行人に就任。
- 1996年、訳書『歌う石』（O・R・メリング、講談社）が、第43回サンケイ児童出版文化賞受賞。
- 1998年、白百合女子大学文学部児童文化学科助教授。
- 2003年、『ファンタジーの魔法空間』にて第27回日本児童文学学会賞受賞。訳書『影の王』（スーザン・クーパー、偕成社）が第10回BABEL国際翻訳大賞児童文学・絵本・ヤングアダルト部門受賞。
- 2004年、教授に昇進。

## 著書

### 評論・エッセイ
- 『夢の仕掛け』（NTT出版） 1994
- 『ファンタジーの森から』（アトリエOCTA） 1994
- 『とっても奇蹟な日常』（ヴォイス） 1995
- 『ファンタジーの魔法空間』（岩波書店） 2002
- 『魔法のほうき ファンタジーの癒し』（廣済堂ライブラリー） 2003
- 『ファンタジー万華鏡(カレイドスコープ)』（研究社） 2005
- 『映画にもTVにもなったファンタジー・ノベルの魅力』（編著、七つ森書館） 2013
- 『ファンタジーを読む』（青土社） 2019

### 小説
- 『風街物語』（哲学書房）1988
『完全版 風街物語』（アトリエOCTA） 1994
- 「鍵の物語 -「風街物語」異聞」（めるへんめーかー企画・編、『魔法の鍵』（集英社） 1989に収録[6]
- 『エルガーノの歌』（ハヤカワ文庫） 1990
- 『パルメランの夢』（ハヤカワ文庫） 1991
- 『ヘルメ・ハイネの水晶の塔』上・下（講談社X文庫） 1991
- 『トヴィウスの森の物語』（ハヤカワ文庫） 1992
- 『幽霊屋敷のコトン』（講談社X文庫） 1992
- 『遥かよりくる飛行船』（理論社） 1996

### 歌集
- 『地球追放』（沖積舎） 1982
- 『水族』（沖積舎） 1986
- 『吟遊歌人』（沖積舎） 1991
- 『コリオリの風』（河出書房新社） 1993
- 『風の千年伝説』（クインテッセンス出版） 1996
- 『井辻朱美歌集』（沖積舎） 2001
- 『水晶散歩 - 井辻朱美歌集』（沖積舎） 2001
- 『クラウド』（北冬舎） 2014

### 詩集
- 『エルフランドの角笛』（沖積舎） 1980

### 監修
- 『お姫さま大全 100人の物語』（講談社） 2011
- 『グレース・ケリー』（瑞樹奈穂、ポプラ社、コミック版世界の伝記） 2014

## 翻訳
- 『ペピト王さまの冒険』（ベアトリス・クレスウェル、ケイト・グリーナウェイ絵、新書館） 1980
- 『沈黙の声』（トム・リーミイ、サンリオSF文庫） 1981、のちちくま文庫 1992
- 『コルサンの岩山 夢の冒険1』（リチャード・アダムズ、新書館） 1982
- 『鉄のオオカミ 夢の冒険2』（リチャード・アダムズ、新書館） 1982
- 『1900年』（ベルナルド・ベルトルッチ, N・ディ・ジョバンニ、新書館） 1982
- 『妖魔の騎士』（フィリス・アイゼンシュタイン、ハヤカワ文庫） 1983
- 『ジャスト・ア・ジゴロ』（ローズマリー・キングスランド、新書館） 1983
- 『夜の声』（ウィリアム・H・ホジスン、創元推理文庫） 1985
- 『サンディエゴ・ライトフット・スー』（トム・リーミイ、サンリオSF文庫） 1985
- 『イルーニュの巨人』（C・A・スミス、創元推理文庫） 1986
- 『ダークエンジェル』（メレディス・アン・ピアス、早川文庫） 1987
- 『アレール姫の指環』（スーザン・デクスター、社会思想社、現代教養文庫） 1988
- 『緑の猫 魔法都市ライアヴェック2』（ウィル・シェタリー / エンマ・ブル編、竹生淑子共訳、社会思想社、現代教養文庫） 1989
- 『夏の樹 フィオナヴァール・タペストリー』上・下（ガイ・ゲイブリエル・ケイ、ハヤカワ文庫） 1989
- 『光と闇の姉妹』（ジェイン・ヨーレン、ハヤカワ文庫） 1991
- 『白い女神』（ジェイン・ヨーレン、ハヤカワ文庫） 1991
- 『赤の魔術師』（ナンシー・スプリンガー、社会思想社、現代教養文庫） 1992
- 『ぬすまれた夢』（ジョーン・エイキン、くもん出版） 1992
- 『だれも欲しがらなかったテディベア』（アラン・アルバーグ、講談社） 1993
- 『まだ見ぬ自分を探して』（リジア・ダンテス、ヴォイス） 1993
- 『ロストラブサバイバルブック 愛するなにかを、なくしたあとに』（メルバ・コルグローブほか、ヴォイス） 1994
- 『豊かさって、なんですか?』（ジョン・ロジャー, ピーター・マクウィリアムズ、ヴォイス） 1994
- 『夜八時を過ぎたら…』（ジョーン・エイキン、くもん出版） 1995
- 『ジャイアント・ベイビー』（アラン・アルバーグ、講談社） 1996
- 『氷の城の乙女』（フィリス・アイゼンシュタイン、ハヤカワ文庫） 1997
- 『まぼろしの少年リック』（エマ・テナント、金の星社） 1997
- 『とんでもないブラウン一家』（アラン・アルバーグ、講談社） 1997
- 『あなたが与えたものが、あなたが受けとるもの』（ジョン・ロジャー、ピーター・マクウィリアムズ、ヴォイス） 1997
- 『人生は、すべてが笑える』（アネット・グッドハート、ヴォイス） 1998
- 『ユニコーン・ソナタ』（ピーター・S・ビーグル、早川書房） 1998
- 『幸福学のすすめ』（バリー・ニール・カウフマン、ハヤカワ文庫） 1999
- 『幸せになりたい人ほど、不幸になる それでも幸せになりたい人のための幸福ガイド』（デニス・プレーガー、ヴォイス） 1999
- 『トロールのばけものどり』（イングリ&エドガー・ドーレア、福音館書店） 2000
- 『グリンチ』（ドクター・スース、アーティストハウス） 2000
- 『エマヌエル愛の本』（パット・ロドガスト, ジュディス・スタントン、ナチュラルスピリット） 2000
- 『半熟マルカ魔剣修行!』（ディリア・マーシャル・ターナー、ハヤカワ文庫） 2000
- 『いたずら妖精ゴブリンの仲間たち』（ブライアン・フラウド、東洋書林） 2001
- 『トールキン 『指輪物語』を創った男』（マイケル・コーレン、原書房） 2001
- 『トールキンによる『指輪物語』の図像世界』（ウェイン・G・ハモンド, クリスティナ・スカル、原書房） 2002
- 『無条件の愛 キリスト意識を鏡として』（ポール・フェリーニ、ナチュラルスピリット） 2002
- 『ほのぼの妖精レプラコーンの仲間たち』（ニアル・マクナマラ、東洋書林） 2002
- 『影の王』（スーザン・クーパー、偕成社） 2002
- 『ベーオウルフ 妖怪と竜と英雄の物語 - サトクリフ・オリジナル7』（ローズマリー・サトクリフ、原書房） 2002
- 『指輪の力 隠された『指輪物語』の真実』（ジェーン・チャンス、早川書房） 2003
- 『スローライフの素602』（アーニー・J・ゼリンスキー、ヴォイス） 2003
- 『マビノギオン ケルト神話物語』（シャーロット・ゲスト、原書房） 2003
- 『図説 トールキンの指輪物語世界 神話からファンタジーへ』（デイヴィッド・デイ、原書房） 2004
- 『トールキン<中つ国>地図 『指輪物語』世界を旅する ファンタジーアトラス』（ブライアン・シブリー ジョン・ハウ地図・挿画、原書房） 2004
- 『ホビット一族のひみつ』（デイヴィッド・デイ、東洋書林） 2004
- 『影のオンブリア』（パトリシア・A・マキリップ、ハヤカワ文庫） 2005
- 『トリスタンとイズー』（ローズマリー・サトクリフ、沖積舎） 2005
- 『かえりみちをわすれないで』（パット・ハッチンス、福音館書店） 2006
- 『がたごとばんたん』（パット・ハッチンス、福音館書店） 2007
- 『とんがりぼうしのクロチルダ』（エヴァ・モンタナーリ、光村教育図書） 2008
- 『アーサー王ここに眠る』（フィリップ・リーヴ、東京創元社） 2009
- 『世界の絵本・児童文学図鑑』（ジュリア・エクルスシェア編、監訳 柊風舎） 2011
- 『木の戦い = The battle of the trees』（タリエシン原作、ロバート・グレイヴス英語、エクリ） 2013
- 『孤児の物語』1 - 2（キャサリン・M・ヴァレンテ、東京創元社、海外文学セレクション） 2013
- 『タイタス・アウェイクス (ゴーメンガースト4)』（マーヴィン・ピーク&メーヴ・ギルモア、創元推理文庫） 2014

### マイケル・ムアコック

#### エルリック・サーガ
- 『この世の彼方の海』（マイケル・ムアコック、ハヤカワ文庫、エルリック・サーガ2） 1984
- 『白き狼の宿命』（マイケル・ムアコック、ハヤカワ文庫、エルリック・サーガ3） 1985
- 『暁の女王マイシェラ』（マイケル・ムアコック、ハヤカワ文庫、エルリック・サーガ4） 1985
- 『黒き剣の呪い』（マイケル・ムアコック、ハヤカワ文庫、エルリック・サーガ5） 1985
- 『ストームブリンガー』（マイケル・ムアコック、ハヤカワ文庫、エルリック・サーガ6） 1985
- 『真珠の砦』（マイケル・ムアコック、ハヤカワ文庫、エルリック・サーガ7） 1990
- 『薔薇の復讐』（マイケル・ムアコック、ハヤカワ文庫、エルリック・サーガ8） 1994

※第1巻『メルニボネの皇子』(1984)は、安田均訳

#### エレコーゼ・サーガ
- 『永遠のチャンピオン』（マイケル・ムアコック、ハヤカワ文庫、エレコーゼ・サーガ1） 1983
- 『黒曜石のなかの不死鳥』（マイケル・ムアコック、ハヤカワ文庫、エレコーゼ・サーガ2） 1983
- 『剣のなかの竜』（マイケル・ムアコック、ハヤカワ文庫、エレコーゼ・サーガ3） 1988

#### 「ブラス城年代記」
- 『ブラス伯爵』（マイケル・ムアコック、創元推理文庫、ブラス城年代記1） 1988
- 『ギャラソームの戦士』（マイケル・ムアコック、創元推理文庫、ブラス城年代記2） 1988
- 『タネローンを求めて』（マイケル・ムアコック、創元推理文庫、ブラス城年代記3） 1989

### タニス・リー
- 『白馬の王子』（タニス・リー、ハヤカワ文庫） 1983
- 『影に歌えば』（タニス・リー、早川文庫） 1986
- 『銀色の恋人』（タニス・リー、早川文庫） 1987
- 『ドラゴン探索号の冒険』（タニス・リー、社会思想社、現代教養文庫） 1990
- 『銀色の愛ふたたび』（タニス・リー、ハヤカワ文庫） 2007

### 「アイルの書」シリーズ
- 『白い鹿 アイルの書1』（ナンシー・スプリンガー、ハヤカワ文庫） 1984
- 『銀の陽 アイルの書2』（ナンシー・スプリンガー、ハヤカワ文庫） 1984
- 『闇の月 アイルの書3』（ナンシー・スプリンガー、ハヤカワ文庫） 1985
- 『黒い獣 アイルの書4』（ナンシー・スプリンガー、ハヤカワ文庫） 1985
- 『金の鳥 アイルの書5』（ナンシー・スプリンガー、ハヤカワ文庫） 1985

### R・A・マカヴォイ
- 『ダミアーノ 魔法の歌1』（R・A・マカヴォイ、ハヤカワ文庫） 1986
- 『サーラ 魔法の歌2』（R・A・マカヴォイ、ハヤカワ文庫） 1987
- 『ラファエル 魔法の歌3』（R・A・マカヴォイ、ハヤカワ文庫） 1987
- 『世界のレンズ  ナズュレットの書1』（R・A・マカヴォイ、ハヤカワ文庫） 1993
- 『死者を統べるもの ナズュレットの書2』（R・A・マカヴォイ、ハヤカワ文庫） 1994

### 「スイート・ヴァレー・ハイ」シリーズ
- 『恋はおまかせ』（フランシーン・パスカル、ハヤカワ文庫YR、スイート・ヴァレー・ハイ1) 1986
- 『涙のシークレット・ラブ』（フランシーン・パスカル、ハヤカワ文庫YR、スイート・ヴァレー・ハイ2)
- 『ハートに火をつけて』（フランシーン・パスカル、ハヤカワ文庫YR、スイート・ヴァレー・ハイ3)
- 『その気になれば、どこまでも』（フランシーン・パスカル、ハヤカワ文庫YR、スイート・ヴァレー・ハイ4)
- 『恋のお手並み拝見』（フランシーン・パスカル、ハヤカワ文庫YR、スイート・ヴァレー・ハイ5)
- 『危険な恋にご用心』（フランシーン・パスカル、ハヤカワ文庫YR、スイート・ヴァレー・ハイ6)
- 『およしになって、おねえさま』（フランシーン・パスカル、ハヤカワ文庫YR、スイート・ヴァレー・ハイ7)
- 『渚でフォーリン・ラブ』（フランシーン・パスカル、ハヤカワ文庫YR、スイート・ヴアレー・ハイ8)
- 『かけぬければ恋のチャンス』（フランシーン・パスカル、ハヤカワ文庫YR、スイート・ヴァレー・ハイ・シリーズ9)
- 『あの娘は気まぐれ』（フランシーン・パスカル、ハヤカワ文庫YR、スイート・ヴァレー・ハイ10)
- 『夢みたい』（フランシーン・パスカル、ハヤカワ文庫YR、スイート・ヴァレー・ハイ11)
- 『さよならは言わないで』（フランシーン・パスカル、ハヤカワ文庫YR、スイート・ヴァレー・ハイ12)
- 『あぶないウィークエンド』（フランシーン・パスカル、ハヤカワ文庫YR、スイート・ヴァレー・ハイ・シリーズ13)
- 『ないしょで胸さわぎ』（フランシーン・パスカル、ハヤカワ文庫YR、スイート・ヴァレー・ハイ14)
- 『涙にさよなら』（フランシーン・パスカル、ハヤカワ文庫YR、スイート・ヴァレー・ハイ15)
- 『シンデレラボーイも楽じゃない』（フランシーン・パスカル、ハヤカワ文庫YR、スイート・ヴァレー・ハイ16)
- 『信じられないラブレター』（フランシーン・パスカル、ハヤカワ文庫YR、スイート・ヴァレー・ハイ17)
- 『本気でアイ・ラブ・ユー』（フランシーン・パスカル、ハヤカワ文庫YR、スイート・ヴァレー・ハイ・シリーズ18)
- 『恋人はミステリアス』（フランシーン・パスカル、ハヤカワ文庫YR、スイート・ヴァレー・ハイ19)
- 『グッバイ・マイ・ラブ』（フランシーン・パスカル、ハヤカワ文庫YR、スイート・ヴァレー・ハイ20) 1987

### エレン・カシュナー
- 『吟遊詩人トーマス』（エレン・カシュナー、早川文庫） 1992
- 『剣の輪舞』（エレン・カシュナー、ハヤカワ文庫） 1993
- 『剣の名誉』（エレン・カシュナー、ハヤカワ文庫） 2008
- 『王と最後の魔術師』（エレン・カシュナー, デリア・シャーマン、ハヤカワ文庫） 2008

### テリー・ブルックス
- 『妖魔をよぶ街』（テリー・ブルックス、早川書房） 1999、のち文庫

#### 「ランドオーヴァー」シリーズ
- 『魔法の王国売ります!』（テリー・ブルックス、ハヤカワ文庫、ランドオーヴァー1）
- 『黒いユニコーン』（テリー・ブルックス、ハヤカワ文庫、ランドオーヴァー2）
- 『魔術師の大失敗』（テリー・ブルックス、ハヤカワ文庫、ランドオーヴァー3）
- 『大魔王の逆襲』（テリー・ブルックス、ハヤカワ文庫、ランドオーヴァー4）
- 『見習い魔女にご用心』（テリー・ブルックス、ハヤカワ文庫、ランドオーヴァー5）

### O・R・メリング
- 『ドルイドの歌』（O・R・メリング、講談社） 1995
- 『歌う石』（O・R・メリング、講談社）

#### 「妖精の国物語」
- 『妖精王の月』（O・R・メリング、講談社、妖精の国物語1）
- 『夏の王』（O・R・メリング、講談社、妖精の国物語2）
- 『光をはこぶ娘』（O・R・メリング、講談社、妖精の国物語3）
- 『夢の書』（O・R・メリング、講談社、妖精の国物語4）

### 「テディーとアニー」シリーズ
- 『テディーとアニー』（ノーマン・レッドファーン、マリア・オニール絵、河出書房新社） 1999
- 『テディとアニー2 また忘れられて』（ノーマン・レッドファーン、マリア・オニール絵、河出書房新社）
- 『テディとアニー3 遊園地はだいきらい』（ノーマン・レッドファーン、マリア・オニール絵、河出書房新社）
- 『テディとアニー4 世界一せまいどうぶつえん』（ノーマン・レッドファーン、マリア・オニール絵、河出書房新社）
- 『テディとアニー5 どろぼうをつかまえろ!』（ノーマン・レッドファーン、マリア・オニール絵、河出書房新社）
- 『テディとアニー6 びょういんは大さわぎ』（ノーマン・レッドファーン、マリア・オニール絵、河出書房新社） 2000

### キャサリン・フィッシャー
- 『サソリの神1 オラクル - 巫女ミラニィの冒険』（キャサリン・フィッシャー、原書房） 2005
- 『サソリの神2 アルコン - 神の化身アレクソスの“歌の泉”への旅』（キャサリン・フィッシャー、原書房） 2005
- 『サソリの神3 スカラベ - 最後の戦いと大いなる秘密の力』（キャサリン・フィッシャー、原書房） 2005
- 『インカースロン 囚われの魔窟』』（キャサリン・フィッシャー、原書房） 2011
- 『サフィーク 魔術師の手袋』』（キャサリン・フィッシャー、原書房） 2013

### 「エリアナンの魔女」シリーズ
- 『魔女メガンの弟子』上（ケイト・フォーサイス、徳間書店、エリアナンの魔女1） 2010
- 『魔女メガンの弟子』下（ケイト・フォーサイス、徳間書店、エリアナンの魔女2） 2011
- 『黒き翼の王』上（ケイト・フォーサイス、徳間書店、エリアナンの魔女3） 2011
- 『黒き翼の王』下（ケイト・フォーサイス、徳間書店、エリアナンの魔女4） 2011
- 『薔薇と茨の塔』上（ケイト・フォーサイス、徳間書店、エリアナンの魔女5） 2011
- 『薔薇と茨の塔』下（ケイト・フォーサイス、徳間書店、エリアナンの魔女6） 2011